# Janovec (Lučice)
Janovec (německy Janowetz) je základní sídelní jednotka obce Lučice v okrese Havlíčkův Brod v kraji Vysočina. Nachází se asi 13 km severozápadně od centra Havlíčkova Brodu. V roce 2011 žilo v Janovci 39 obyvatel v 13 domech.
Janovcem prochází silnice III/3472. Nejbližší obce jsou Malčín, Tis a Lučice. Janovec se dělí na dvě části – severní a jižní. Je zde registrováno třináct čísel popisných, z toho pět v severní části a osm v jižní. Protéká tudy bezejmenný potok, který je pravostranným přítokem Tiského potoka.
| Rok            | 1869           | 1880           | 1890           | 1900           | 1910           | 1921           | 1930           | 1950           | 1961           | 1970           | 1980           | 1991           | 2001           | 2011           |
| Janovec 1. díl | Janovec 1. díl | Janovec 1. díl | Janovec 1. díl | Janovec 1. díl | Janovec 1. díl | Janovec 1. díl | Janovec 1. díl | Janovec 1. díl | Janovec 1. díl | Janovec 1. díl | Janovec 1. díl | Janovec 1. díl | Janovec 1. díl | Janovec 1. díl |
| -------------- | -------------- | -------------- | -------------- | -------------- | -------------- | -------------- | -------------- | -------------- | -------------- | -------------- | -------------- | -------------- | -------------- | -------------- |
| Počet obyvatel | 76             | 80             | 57             | 29             | 30             | 30             | 27             | 25             | –              | 40             | 44             | 40             | 35             | 39             |
| Počet domů     | 8              | 9              | 9              | 5              | 5              | 5              | 5              | –              | –              | 11             | 12             | 11             | 13             | 13             |
| Janovec 2. díl |                |                |                |                |                |                |                |                |                |                |                |                |                |                |
| Počet obyvatel | –              | –              | –              | 20             | 25             | 28             | 21             | 23             | –              | –              | –              | –              | –              | –              |
| Počet domů     | –              | –              | –              | 4              | 4              | 4              | 4              | 4              | –              | –              | –              | –              | –              | –              |